# Santa Amalia
Santa Amalia è un comune spagnolo di 4 339 abitanti situato nella comunità autonoma dell'Estremadura.